# 香蕉
香蕉（学名：Musa  × paradisiaca），又名甘蕉、芎蕉、芽蕉，弓蕉（闽南语：king-tsio/kin-tsio；客家語：Khiûng-tsiâu）泛指芭蕉科芭蕉属小果野蕉（M. acuminata）及野蕉（M. balbisiana）之间自然或人工杂交的任何栽培种，广泛栽种於热带、亚热带地区。各品种的香蕉均为多年生草本植物，果实形状长且有棱，果皮黄色或綠色，果肉白色，富含淀粉，许多品种为甜味，可生食，也有本身几乎不带甜味、一般烹饪后食用的品种（大蕉）。
未受人類馴化的野生蕉果实较小，難以打開且大部分為種子，淀粉含量较少，與现今生活中无籽且能剝開直接吃的食用蕉差異頗大。现代栽培香蕉经由漫长的驯化过程而逐渐从野生蕉演变而来，其确切的主要驯化地暂无定论，但普遍认为其位於熱帶的马来群岛及澳洲北部地區一带，例如巴布亞紐幾內亞。
香蕉的果實可直接或烹饪后食用，也可酿酒，其叶可用于制造纖維。香蕉树也可作为園藝植物栽培观赏用。截至2018年，全球至少有135個國家出产香蕉，其中最大的出口量来自拉丁美洲及加勒比地区，厄瓜多尔自2018年至2024年均为世界最大的香蕉出口国。2023年，香蕉的全球总产量逾1.39亿吨，为全世界产量最高的水果。
現代培植的香蕉由于遗传背景较为單一，会因感染黃葉病而引發細胞程序性死亡，因此当前香蕉的育种研究的一个前沿方向是利用野生芭蕉属的种质资源，通过人工杂交等手段来增加香蕉栽培品种的遗传多样性，从而提高其抗病性。

## 形態
香蕉是世界上单体体型最大的草本植物之一，其地上部分全部由地下的短块茎（有时也称球茎）生出。香蕉植株高2-3米，外形似乔木，但形似树干的部分实为假茎，由层层肥厚的叶柄紧密抱合而成。叶片大，呈长椭圆形，全缘或微波缘。穗状花序顶生，完全抽出后会下垂。花有雌花、雄花、中性花之分，果实类型为浆果，每两行由硕大的紫红色苞片隔开。在农业栽培中，一整个花序上所结的一整串香蕉称为一“果房”，每两枚苞片之间称为“果把”或“果手”，每根香蕉称为“果指”。种子均退化。
食用蕉品种绝大多数可以单性结实，即子房不必经过授粉就可以发育为成熟的果实。

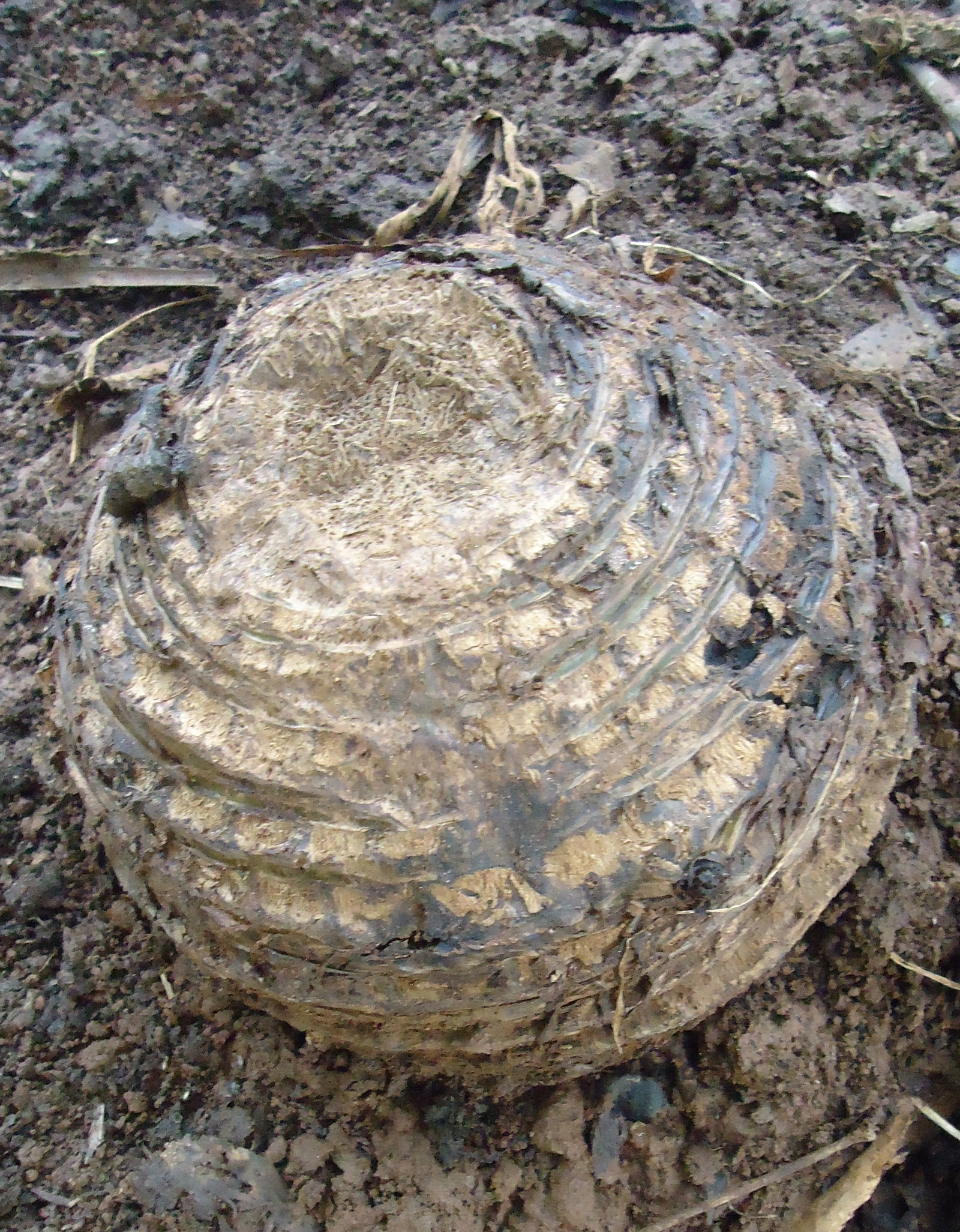
香蕉的地下块茎，直径约25厘米
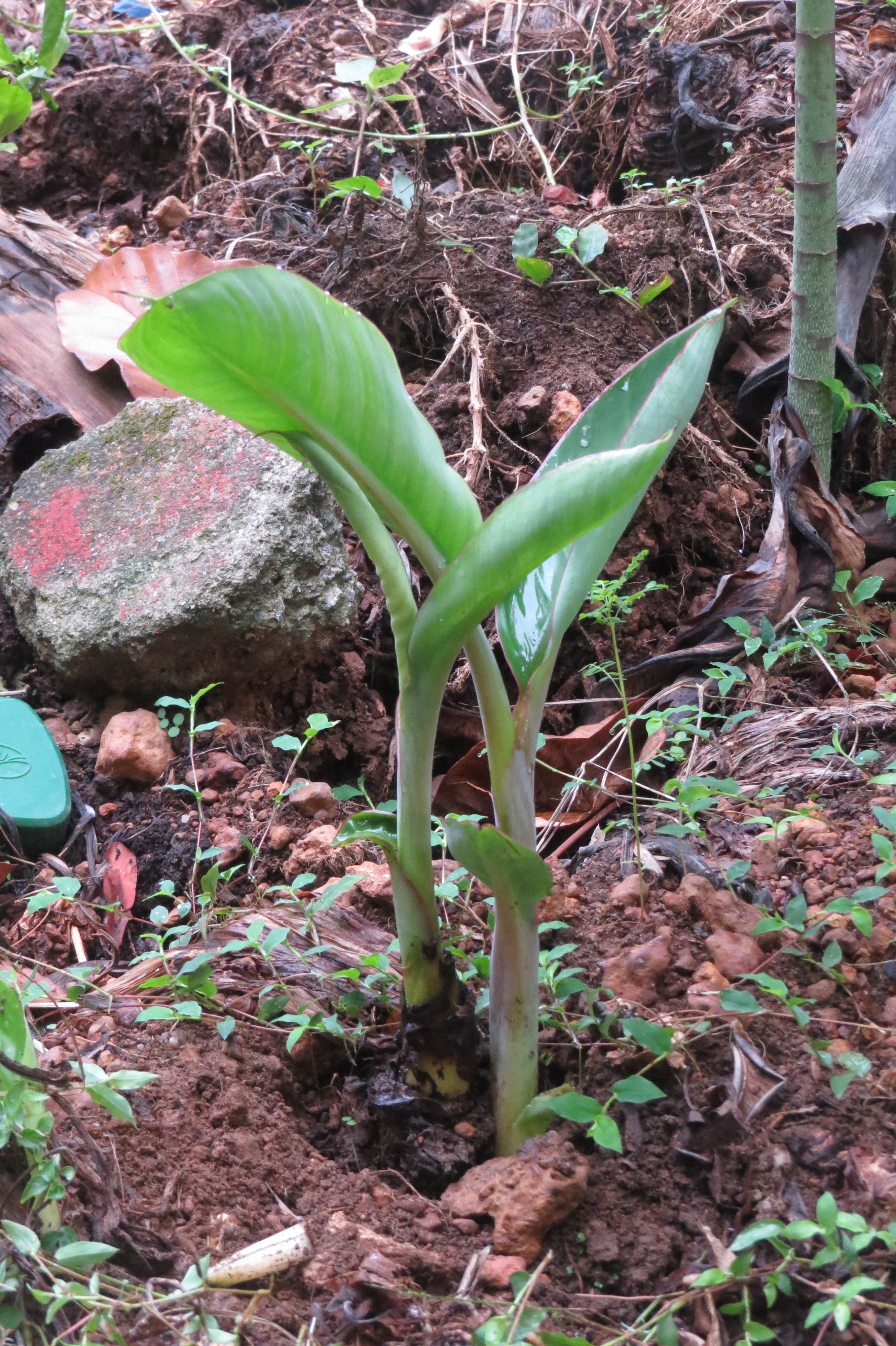
香蕉幼苗
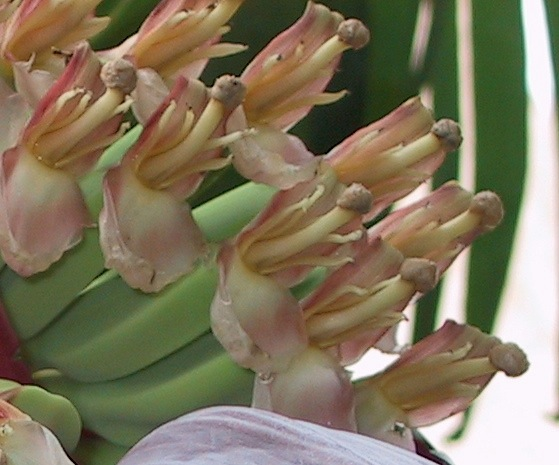
香蕉的雌花，花瓣位于子房（未成熟的果实）顶端
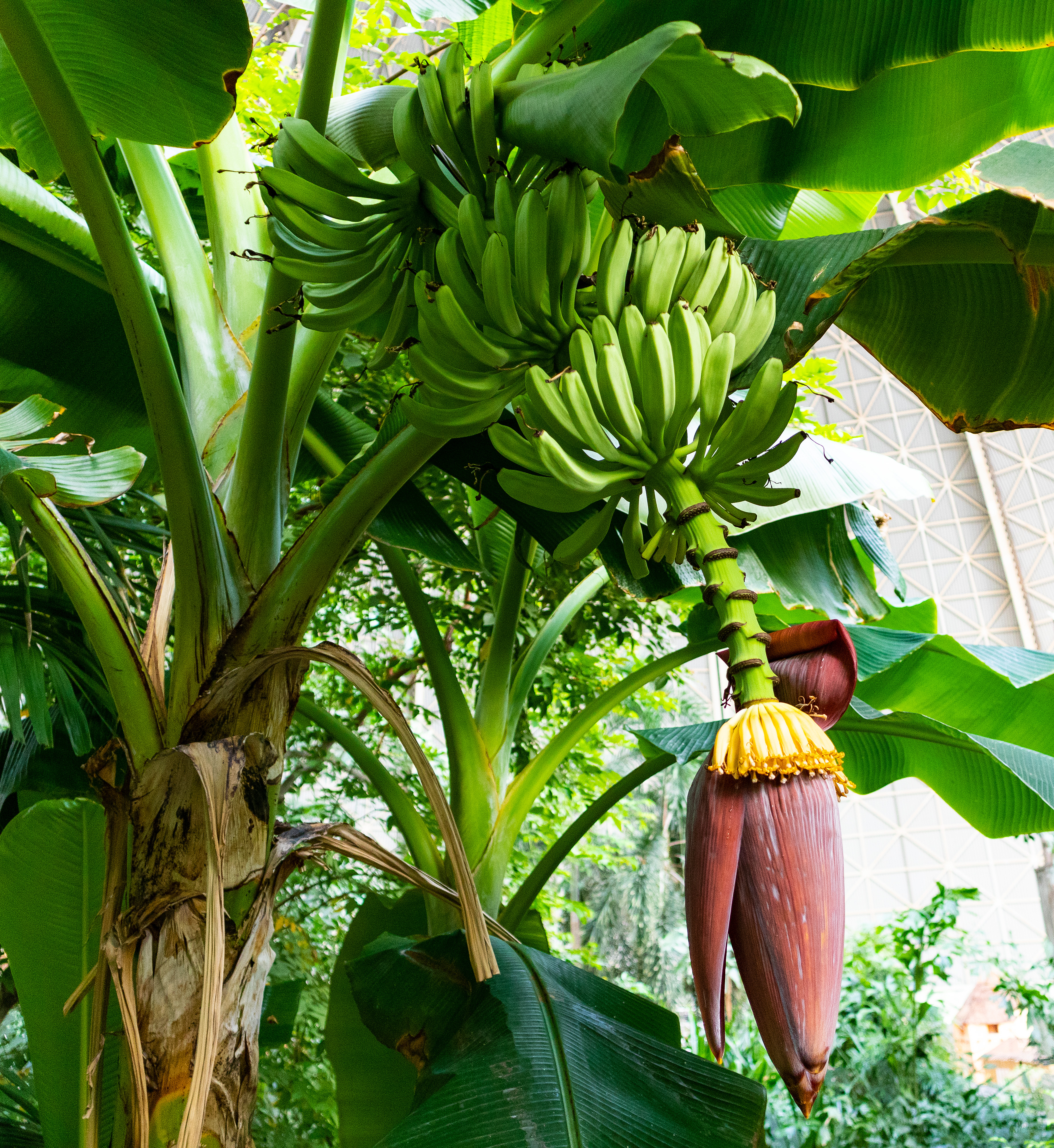
开花结果的香蕉“树”
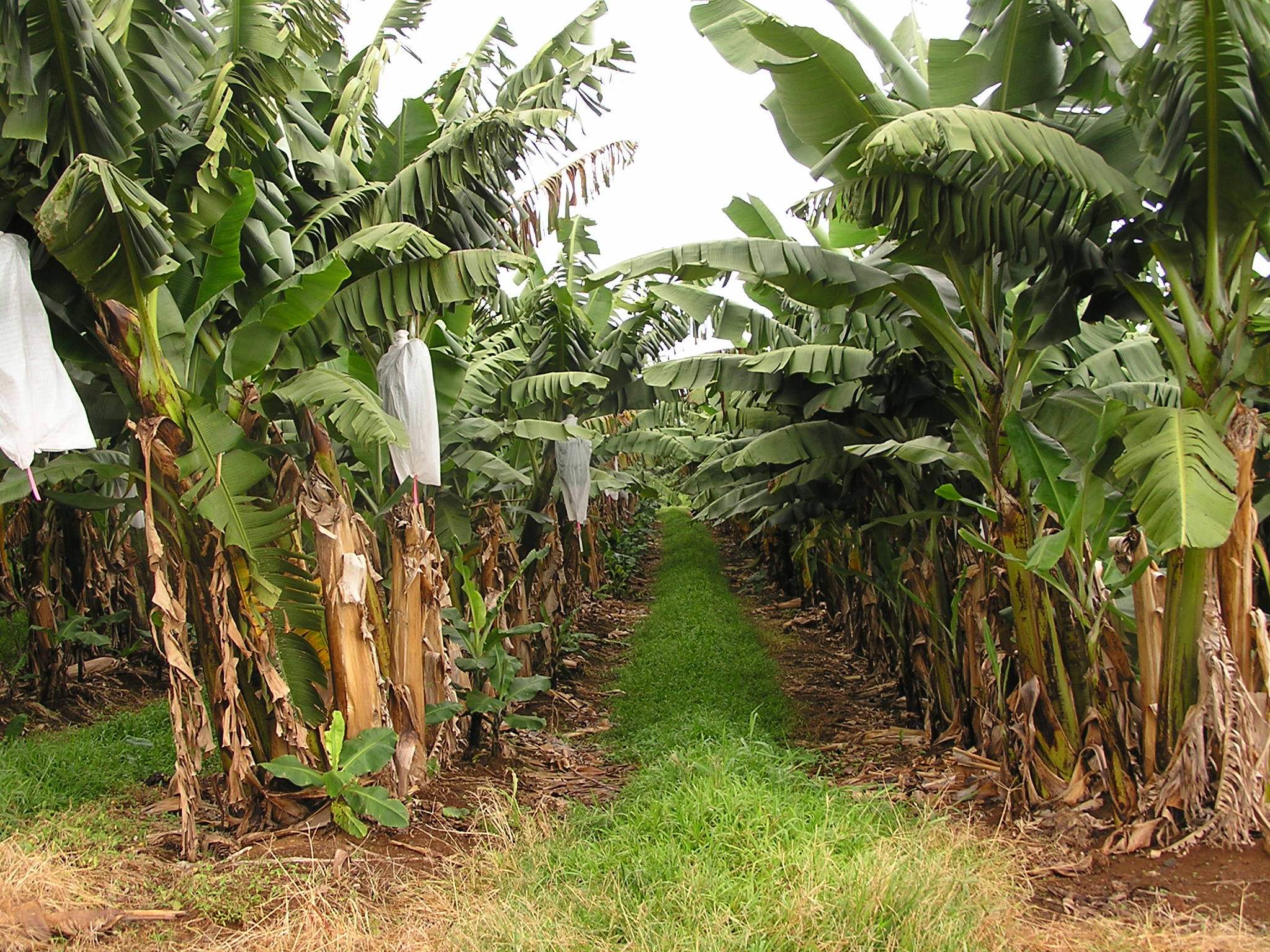
成行种植的香蕉
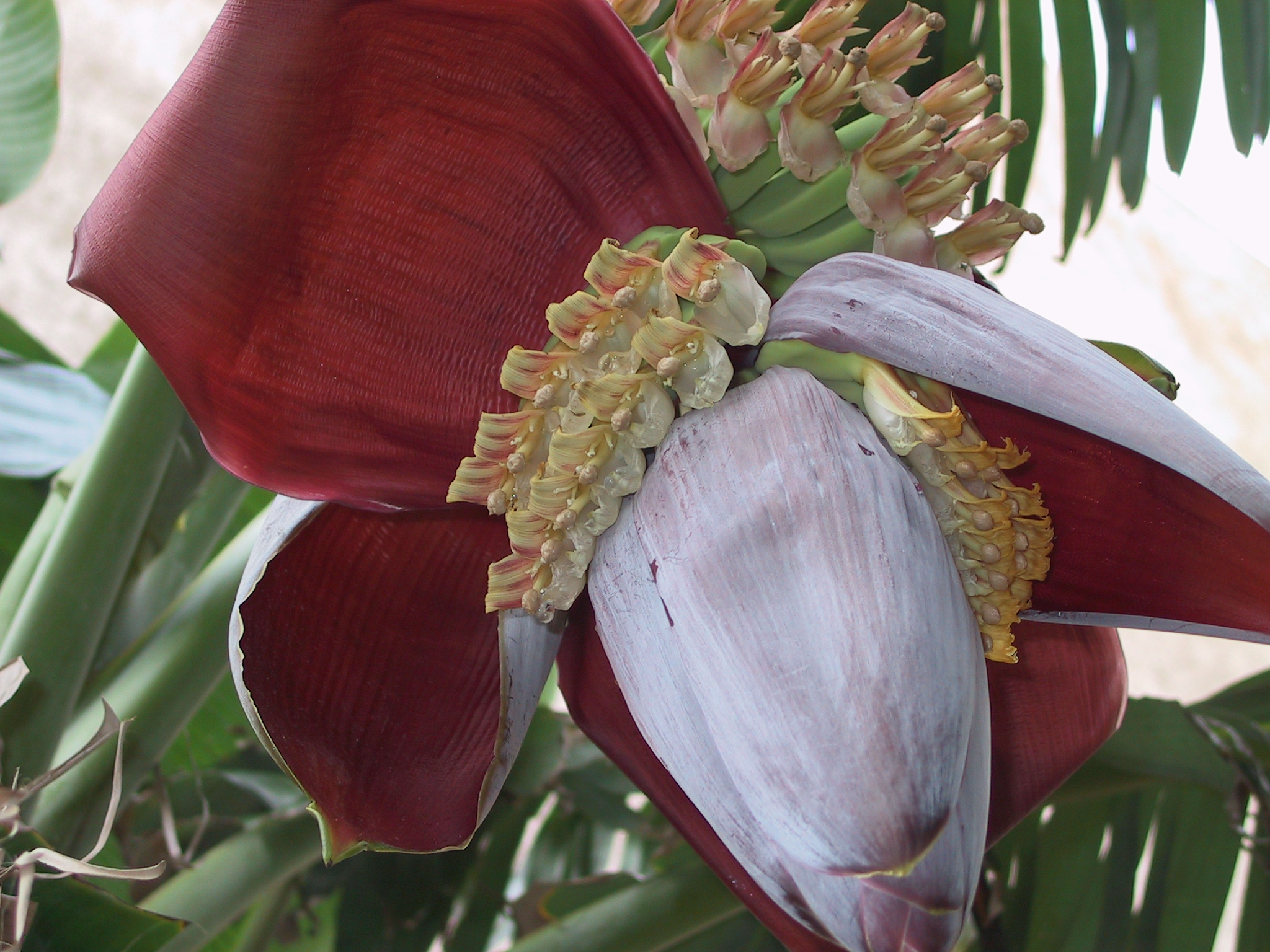
香蕉的花序

## 起源与栽培史
当今人工栽培中的几乎所有香蕉（包括大蕉）均为基于小果野蕉和野蕉杂交种所选育而来的三倍体栽培品种。关于香蕉的原產地有許多不同的說法，但一般认为，其祖先种之一小果野蕉最早种植于东南亚，后来往西北方向传播，与原生于印度东部至华南一带的野蕉发生杂交，形成香蕉这一杂交种，之后逐渐被引种到世界各地，形成现代多种人工栽培品系。
最早的香蕉種植遺址发现於今日的巴布亞紐幾內亞境內，距今有逾五千年歷史，西非喀麥隆也發現过歷史逾千年的香蕉種植遺址。因此，巴布亞紐幾內亞、東南亞及西非沿岸是目前已知早期的香蕉原產地，但也不排除有其他原產地的可能。十六世紀的大航海時代，葡萄牙人把香蕉从西非帶到美洲種植。在二十世紀很長一段時間中，中美洲和南美洲一帶是世界最主要的香蕉種植國，主要出口至歐洲以及北美。

### 臺灣
臺灣史前時期，山區的野蕉尚未被馴化，當地原住民也無種植的記載。荷治時期開始有雖有略微馴化，但失敗。明鄭時期引進南和部份南洋的品種，於是開始生產。到了清朝時已大量產出，甚至成為獻給皇室的貢品。台灣日治時期，日本人開始改良，將原生種與後來種交配，成為日本用于出口的佳品。戰後，蔣夢麟等人率領農復會人員再次改良，改良後的品種成為目前所見的品種，並開始大量產出，成為內需外銷兩相宜農產品。而香蕉在外銷上曾經替台灣賺取了大量外匯，讓台灣擁有「香蕉王國」的美譽。
台灣的香蕉主要產地在高雄市的旗山區、那瑪夏區、內門區；台南市的山上區、屏東縣和台東縣，以及農民自己種植。

## 生產及出口
| 國家         | 百萬噸 | 佔全球的百分比 |
| ------------ | ------ | -------------- |
| 表一：生產量 |        |                |
| 印度         | 29.7   | 20%            |
| 乌干达       | 11.1   | 8%             |
| 中国         | 10.7   | 7%             |
| 菲律賓       | 9.2    | 6%             |
|              | 8.0    | 6%             |
| 巴西         | 7.3    | 5%             |
| 印度尼西亞   | 6.1    | 4%             |
| 哥伦比亚     | 5.1    | 4%             |
| 喀麦隆       | 4.8    | 3%             |
| 坦桑尼亚     | 3.9    | 3%             |
| 其他國家     | 49.6   | 34%            |
| 全世界       | 145.4  | 100%           |
| 表二：出口   |        |                |
|              | 5.2    | 29%            |
|              | 1.8    | 10%            |
| 哥伦比亚     | 1.8    | 10%            |
| 菲律賓       | 1.6    | 9%             |
|              | 1.5    | 8%             |
| 其他國家     | 6.0    | 34%            |
| 全世界       | 17.9   | 100%           |

联合国粮食及农业组织有世界各國生產及出口香蕉及大蕉的數據，有些國家會將香蕉和大蕉分開統計，但生產量前四大的國家中，就有三個（印度、中國及菲律賓）是將香蕉及大蕉一併統計，因此也只能以香蕉及大蕉的總量來比較各國的資料。根據2011年的生產量統計資料（表一），印度是生產最多香蕉的國家，約佔1.45億公噸總產量的20%，烏干達排名第二，生產量佔8%，其國內的數據中將香蕉和大蕉分開統計，後者占全國生產量的95%，前十名的國家的總生產量佔了全球的三分之二。
出口量統計資料（表二）呈現的現象和表一不同，各國香蕉和大蕉的總出口量是0.18億噸，只佔總生產量的12%，出口量排名的前五個國家約占總出口量的三分之二，生產量前三大的國家都沒有在出口量前五名的列表中出現，而在出口量排名中，哥斯大黎加和瓜地馬拉的生產量也不在全球前十名內，只有菲律賓的生產量及出口量排名大致相近。出口量最多的厄瓜多，約佔各國總出口量的29%，厄瓜多的國內統計資料有將香蕉和大蕉分開統計，其中93%是香蕉。
由於香蕉完全成熟時，果皮易裂，不利於搬運及貯藏。故採收大多於7至8分熟時，果皮仍為青綠色狀態就開始採收，故通常不是能夠馬上食用的水果。剛採收的香蕉，通常青澀難以入口。所以需要在採收後，置於陰涼的通風處，靜待其果皮變黃的自然熟成，或使用乙烯等化學催熟劑控制熟成時間，也有利用俗稱「乙烯利」的2-氯乙基膦酸來催熟。

## 品種
- 大米七香蕉
- 香芽蕉
- 北蕉[17]
- 臺蕉一號
- 臺蕉二號
- 臺蕉三號
- 寶島蕉
- 仙人蕉
- 呂宋蕉
- 紅皮蕉
- 粉蕉（又稱米蕉）
- 李林蕉（又稱樹蕉）
- 南投芭蕉
- 蜜蕉
- 玫瑰蕉
- 旦蕉
- 蘋果蕉（果皮為紅色）
- 帝王蕉（民間又稱霸王蕉）

## 營養
香蕉幾乎含有所有的维生素和纖維素，因此從中可以很容易地攝取各種營養素。香蕉膳食纖維含量豐富，具有很好的通便效果，加上含有果膠成分，能充分潤滑腸道，加速糞便通過的速度，不讓廢物滯留在腸道中，能避免產生致癌物，可有效預防腸癌。香蕉含有寡醣成分，具有能降低腸道的壞菌，增加腸道好菌的作用，而且雖然因甜度甚高而得其名，但是一根淨重約100克的香蕉的热量大約相當是一餐白飯的一半或以下而已。
香蕉含有相當多的鉀和鎂離子。而鉀能防止血壓上升及肌肉痙攣，而鎂則具有消除疲勞的效果。同時，香蕉富含的鉀離子也使得它在被人體吸收後會帶給人體0.1微西弗的輻射曝照，但這個劑量距離線性無閾值模型（LNT）中能夠對人體產生健康影響的100毫西弗(mSv)此一門檻還差了將近100萬倍。香蕉也是一種天然的制酸劑。由於香蕉對消化、吸收相當良好，因此從小孩、到老年人，都能安心地食用，並補給均衡的營養，能幫助大腦製造一種化學成分——血清素，這種物質能刺激神經系統，給人帶來歡樂、平靜及瞌睡的信號，甚至還有鎮痛的效應。
此外，一項在2009年由香港中文大學進行的體外實驗發現，美國地捫香蕉含有的一種凝集素，可促進可殺死癌细胞的肿瘤坏死因子-α、調節免疫力的介白質-2和干擾素伽瑪的產生，並能抑制白血病細胞株L1210細胞株及人類肝癌細胞株（HepG2）的增生。

## 香蕉皮
香蕉的皮在香蕉未成熟時是綠色的，成熟後是黃色的，氧化後是黑色的。人在吃香蕉時通常不會吃香蕉皮，但一些研究顯示，香蕉皮具有比香蕉果肉更高的營養價值，包括降低膽固醇、補充電解質和攝入膳食纖維。台灣早期有俗諺說：“失戀愛食弓蕉皮”，根據專家研究，香蕉皮含有豐富的色胺酸（Tryptophan），色胺酸能轉換成血清素（Serotonin），有助於緩和情緒。吃法有多种，比如將整根香蕉連皮洗淨後切塊，放入果汁機中，加入少許蜂蜜和一杯牛奶，製成香蕉牛奶。
香蕉皮以容易令人滑倒著稱，在一些電影、漫畫裡都有踩到香蕉皮而滑倒的橋段，而這項特質也產生了「蕉皮挑戰」，挑戰者會將香蕉皮放在地上，並試著在上面做出一些動作但不滑倒，包括尋常地行走並踩過香蕉皮、雙腳踩在香蕉皮上行走、或是單腳站立在香蕉皮上自轉，這種挑戰具有高危險性。日本科學家馬淵清資、田中健誠、内島大地與酒井利奈，藉著測量人在踩到香蕉皮時，鞋底與香蕉皮、以及香蕉皮與地面間的摩擦力後發現，被踩過的香蕉皮會滲出糖分和水分，產生潤滑油效果，且香蕉越甜越滑。這項研究獲得2014年搞笑諾貝爾獎。
向他人丟香蕉或者香蕉皮可能會被視為汙辱。
日本有商人推出一款以醋為墨水成分的筆，用筆在香蕉皮上寫字時，字體會在數分鐘後才顯現。
香蕉皮可以誘導腫瘤細胞凋亡，香蕉皮萃取物在體外分別與宮頸癌 Hela 細胞和前列腺癌 PC-3M 細胞作用，會導致細胞凋亡。結果顯示香蕉皮萃取物在體外可明 顯有效地誘導宮頸癌 Hela 細胞、前列腺癌 PC-3M 細胞的細胞凋亡。
研究人員通過對香蕉皮多醣的研究發現，香蕉皮多醣在糖尿病降血糖方面有很好的療效。實驗小鼠為糖尿病模型時，分別給予三組實驗小鼠高中低的香蕉皮多醣劑量(分别為100mg/kg、150mg/kg、200mg/kg)。14 天后發現有注射香蕉皮多醣的三組實驗小鼠體重均有所增長，血醣下降幅度較大，其中高劑量香蕉皮多醣的小鼠血糖最為接近正常組。在最佳提取條件下，香蕉皮粗多醣的得率為 4.25%。一天需要吃約 212g 以上的香蕉皮(約 4 根香蕉皮)。

## 文化

### 種族歧視
因為流行文化中猴子常吃的植物為香蕉，因此白人對有色人種丟香蕉是一種歧視的行為。如巴塞隆納的達尼·阿維斯在2014年4月27日的西班牙甲組联赛对阵維拉利爾的比赛中，在下半場第75分鐘時，準備開角球時被球迷種族歧視丟香蕉。

### 日常用語

#### 香蕉人
香蕉人，是一個具有諷刺意味的名詞，最初是用來調侃那些只會讀寫西方語言，卻不會讀寫中文的華人，取其“外黃內白”之意，即外表是黃種人、內在卻像個白種白種人；後來也被其它東亞裔引用，諷刺信奉西方文化優越論的黃種人。雖然這個稱呼含貶義、歧視或諷刺意味，但是有些不諳中文的華人或不諳自己民族言語的其它東亞人也會以此自嘲。

#### 奧德彪
蒲隆地人騎單車拉香蕉到市場賣的紀錄片，在中國大陆引發熱潮，並因而催生了指稱相關紀錄片主角和其他類似人物的流行語「奧德彪」一詞，甚至還因此引申出了「奧德彪語錄」。

## 圖片

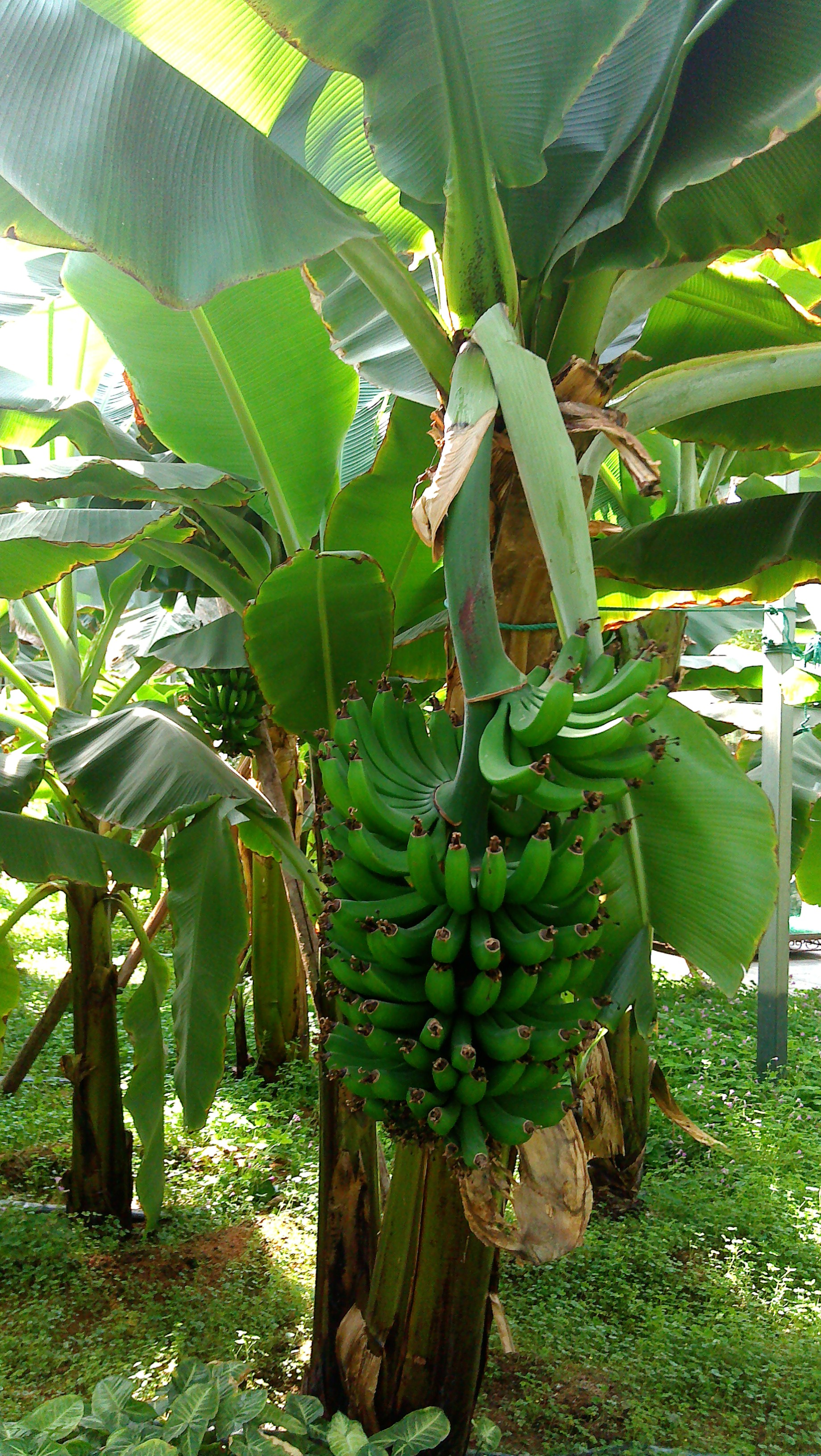
綠色未熟香蕉
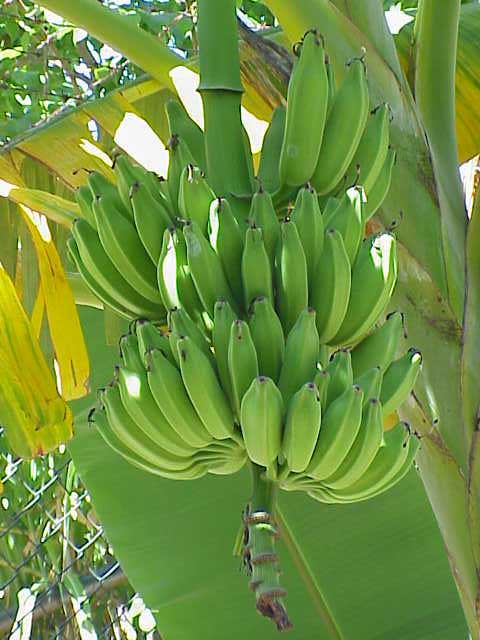
仍未成熟的香蕉
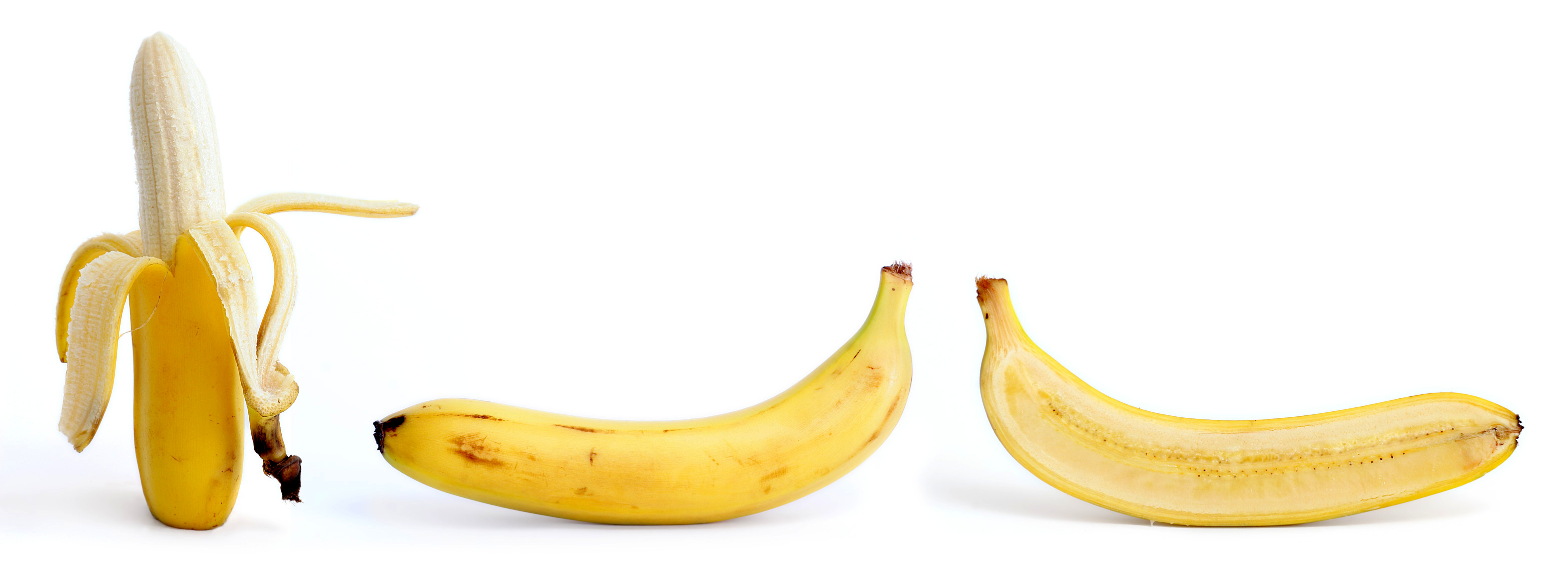
剝出一半的香蕉、未剝皮的香蕉和縱切一半的香蕉。
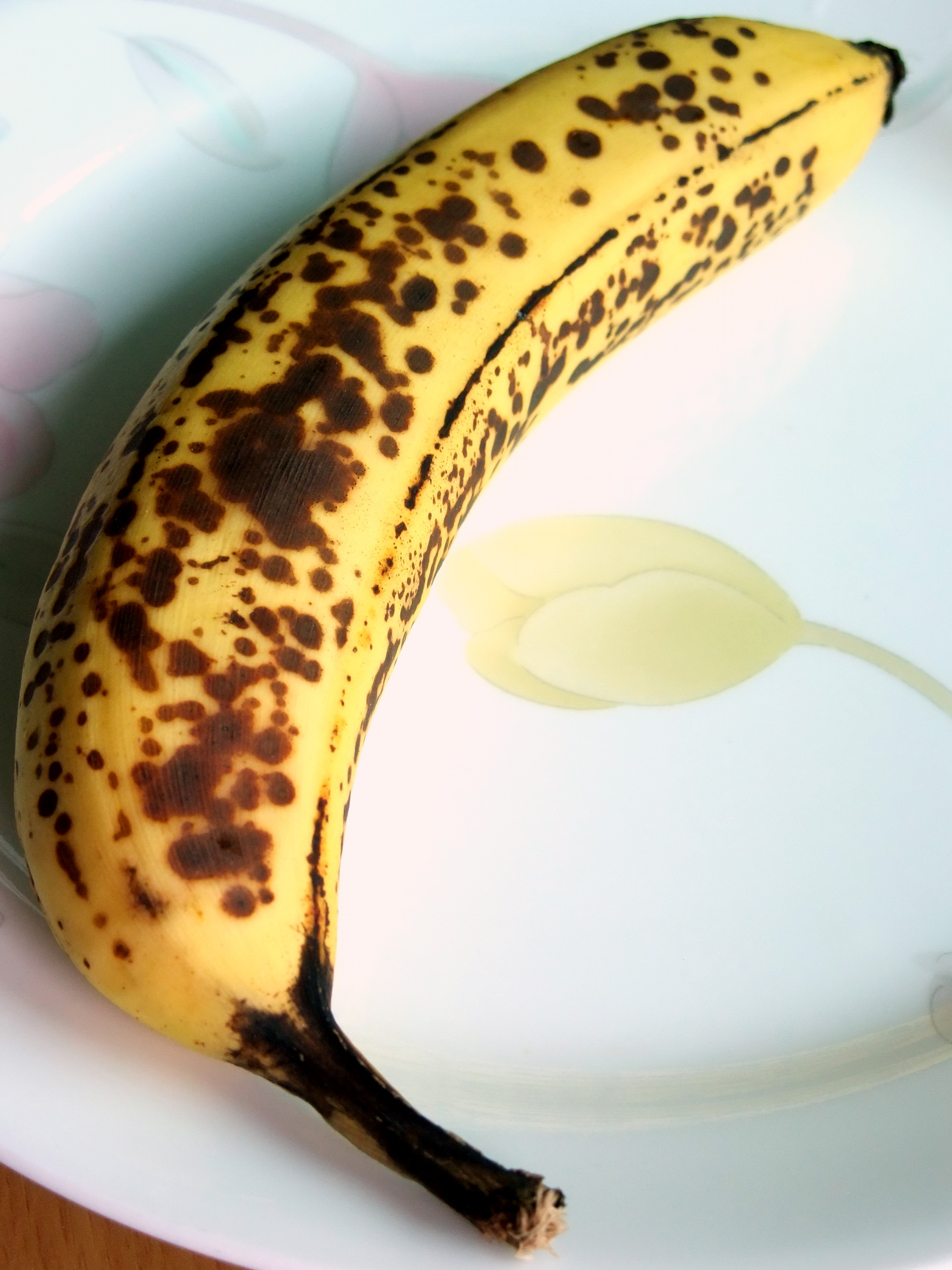
熟透的香蕉，黃色表皮上出現黑色的「梅花點」。

## 腳註
1. 1 2 3  The figures in the tables were derived from: . Food and Agriculture Organization of the United Nations.   [2014-03-03]. （原始内容存档于2013-04-01）. （页面存档备份，存于） The datasets for bananas and plantains for 2011 were downloaded and combined (the two are not distinguished in many cases). Totals and percentages were then calculated. The number of countries shown was chosen to account for a minimum of 66% of the world total.